# 1. florbalová liga mužů 2002/2003
1. florbalová liga mužů 2002/2003 byla 10. ročníkem nejvyšší mužské florbalové soutěže v Česku.
Před začátkem tohoto  ročníku došlo sloučení týmů FBC Pepino Ostrava s North Stars Ostrava. Soutěž odehrálo 12 týmů systémem dvakrát každý s každým. Prvních osm týmů hrálo play-off, ostatní čtyři týmy hrály o udržení v nejvyšší lize. Čtvrtfinále se poprvé hrálo na tři vítězná utkání. K dalším změnám patřila hra na čistý čas a prodloužení v případě remízy po základní hrací době a související změna v počtu bodů za vyhraný zápas.
Vítězem ročníku se potřetí v řadě a posedmé celkem stal tým Tatran Střešovice po porážce týmu FBC Pepino Ostrava ve finále.
Nováčky v této sezoně byly týmy FBK Bohemians Praha a SK JME Jihlava. Oba týmy postoupily do 1. ligy poprvé, z prvního a druhého místa v předchozí sezóně 2. ligy.
Jihlava svoji prvoligovou účast neudržela a sestoupila zpět do 2. ligy. Dále sestoupil tým USK Slávie Ústí n/L, po čtyřech sezónách v nejvyšší soutěži. Týmy byly v následující sezóně nahrazeny týmy FbŠ Praha a FBC Liberec. Tým FbŠ Praha postoupil do 1. ligy poprvé, z prvního místa v tomto ročníku 2. ligy. Liberec se do 1. ligy vrátil po jedné sezóně, z druhého místa v 2. lize.

## Základní část
| Poř. | Tým                    | Záp. | Výh. | Výh.p | Rem. | Pro.p | Pro. | Branky    | Body |
| ---- | ---------------------- | ---- | ---- | ----- | ---- | ----- | ---- | --------- | ---- |
| 1.   | FBC Pepino Ostrava     | 22   | 17   | 2     | 0    | 0     | 3    | 199 : 811 | 55   |
| 2.   | Tatran Střešovice      | 22   | 17   | 1     | 1    | 0     | 3    | 125 : 661 | 54   |
| 3.   | Torpedo Pegres Havířov | 22   | 15   | 1     | 0    | 0     | 6    | 149 : 991 | 47   |
| 4.   | VSK VUT Bulldogs Brno  | 22   | 12   | 2     | 1    | 1     | 6    | 122 : 951 | 42   |
| 5.   | 1. SC SSK Vítkovice    | 22   | 10   | 2     | 0    | 4     | 6    | 105 : 881 | 38   |
| 6.   | Reebok team SSK Future | 22   | 10   | 1     | 1    | 1     | 9    | 102 : 951 | 34   |
| 7.   | TJ JM Chodov           | 22   | 8    | 2     | 1    | 1     | 10   | 187 : 114 | 30   |
| 8.   | 1. SC Ostrava          | 22   | 10   | 0     | 0    | 0     | 12   | 105 : 119 | 30   |
| 9.   | FBK Bohemians Praha    | 22   | 6    | 1     | 3    | 2     | 10   | 103 : 127 | 25   |
| 10.  | SK JME Jihlava         | 22   | 3    | 1     | 1    | 2     | 15   | 194 : 178 | 14   |
| 11.  | Akcent Sparta Praha    | 22   | 2    | 1     | 1    | 3     | 15   | 182 : 134 | 12   |
| 12.  | USK Slávie Ústí n/L    | 22   | 2    | 1     | 1    | 1     | 17   | 197 : 174 | 10   |

## Vyřazovací boje

### Pavouk
|  | Čtvrtfinále (na zápasy) | Čtvrtfinále (na zápasy) |                    |   | Semifinále (na zápasy) | Semifinále (na zápasy) |  |  | Finále (na zápasy) | Finále (na zápasy) |
|  |                         |                         |                    |   |                        |                        |  |  |                    |                    |
|  |                         |                         |                    |   |                        |                        |  |  |                    |                    |
|  | FBC Pepino Ostrava      | 3                       |                    |   |                        |                        |  |  |                    |                    |
|  | FBC Pepino Ostrava      | 3                       |                    |   |                        |                        |  |  |                    |                    |
|  | 1. SC Ostrava           | 0                       |                    |   |                        |                        |  |  |                    |                    |
|  | 1. SC Ostrava           | 0                       | FBC Pepino Ostrava | 3 |                        |                        |  |  |                    |                    |
|  |                         |                         | FBC Pepino Ostrava | 3 |                        |                        |  |  |                    |                    |
|  |                         | 1. SC SSK Vítkovice     | 0                  |   |                        |                        |  |  |                    |                    |
|  | VSK VUT Bulldogs Brno   | 1. SC SSK Vítkovice     | 0                  | 1 |                        |                        |  |  |                    |                    |
|  | VSK VUT Bulldogs Brno   |                         |                    | 1 |                        |                        |  |  |                    |                    |
|  | 1. SC SSK Vítkovice     | 3                       |                    |   |                        |                        |  |  |                    |                    |
|  | 1. SC SSK Vítkovice     | 3                       | FBC Pepino Ostrava | 2 |                        |                        |  |  |                    |                    |
|  |                         |                         | FBC Pepino Ostrava | 2 |                        |                        |  |  |                    |                    |
|  |                         | Tatran Střešovice       | 3                  |   |                        |                        |  |  |                    |                    |
|  | Tatran Střešovice       | Tatran Střešovice       | 3                  | 3 |                        |                        |  |  |                    |                    |
|  | Tatran Střešovice       |                         |                    | 3 |                        |                        |  |  |                    |                    |
|  | TJ JM Chodov            | 0                       |                    |   |                        |                        |  |  |                    |                    |
|  | TJ JM Chodov            | 0                       | Tatran Střešovice  | 3 |                        |                        |  |  |                    |                    |
|  |                         |                         | Tatran Střešovice  | 3 |                        |                        |  |  |                    |                    |
|  |                         | Torpedo Pegres Havířov  | 0                  |   |                        |                        |  |  |                    |                    |
|  | Torpedo Pegres Havířov  | Torpedo Pegres Havířov  | 0                  | 3 |                        |                        |  |  |                    |                    |
|  | Torpedo Pegres Havířov  |                         |                    | 3 |                        |                        |  |  |                    |                    |
|  | Reebok team SSK Future  | 1                       |                    |   |                        |                        |  |  |                    |                    |
|  | Reebok team SSK Future  | 1                       |                    |   |                        |                        |  |  |                    |                    |

### Čtvrtfinále
Na tři vítězné zápasy.
FBC Pepino Ostrava – 1. SC Ostrava   3 : 0 na zápasy
- FBC Ostrava – 1. SC Ostrava 5 : 3 (1:1, 2:2, 2:0)
- FBC Ostrava – 1. SC Ostrava 8 : 2 (1:0, 4:0, 3:2)
- 1. SC Ostrava – FBC Ostrava 5 : 6 (3:2, 1:2, 1:2)

Tatran Střešovice – TJ JM Chodov   3 : 0 na zápasy
- Tatran – Chodov 3 : 1 (0:0, 2:1, 1:0)
- Tatran – Chodov 4 : 2 (2:0, 2:2, 0:0)
- Chodov – Tatran 1 : 4 (0:0, 0:2, 1:2)

Torpedo Pegres Havířov – Reebok team SSK Future   3 : 0 na zápasy
- Havířov – Future 5 : 2 (1:2, 3:0, 1:0)
- Havířov – Future 5 : 4 (1:1, 2:0, 2:3)
- Future – Havířov 2 : 5 (0:0, 1:2, 1:3)

VSK VUT Bulldogs Brno – 1. SC SSK Vítkovice  1 : 3 na zápasy
- Bulldogs – Vítkovice 2 : 3 (1:2, 1:1, 0:0)
- Bulldogs – Vítkovice 1 : 3 (0:0, 0:1, 1:2)
- Vítkovice – Bulldogs 2 : 3 (0:0, 1:1, 1:2)
- Vítkovice – Bulldogs 7 : 3 (2:0, 3:3, 2:0)

### Semifinále
Na tři vítězné zápasy.
FBC Pepino Ostrava – 1. SC SSK Vítkovice   3 : 0 na zápasy
- FBC Ostrava – Vítkovice 5 : 0p (2:0, 0:0, 3:0)
- FBC Ostrava – Vítkovice 7 : 1p (3:1, 2:0, 2:0)
- Vítkovice – FBC Ostrava 3 : 4p (3:0, 0:0, 0:3, 0:1)

Tatran Střešovice – Torpedo Pegres Havířov   3 : 0 na zápasy
- Tatran – Havířov 3 : 1p (0:0, 1:0, 2:1)
- Tatran – Havířov 6 : 5p (1:0, 4:2, 0:3, 1:0)
- Havířov – Tatran 3 : 6p (0:1, 1:3, 2:2)

### Finále
Na tři vítězné zápasy.
FBC Pepino Ostrava – Tatran Střešovice   2 : 3 na zápasy
- FBC Ostrava – Tatran 4 : 1p (0:0, 2:0, 2:1)
- FBC Ostrava – Tatran 3 : 6p (2:4, 1:0, 0:2)
- Tatran – FBC Ostrava 3 : 5p (0:1, 1:0, 2:4)
- Tatran – FBC Ostrava 4 : 1p (0:1, 2:0, 2:0)
- FBC Ostrava – Tatran 4 : 5p (1:2, 1:1, 2:1, 0:1)

### O 3. místo
Na jeden zápas.
Torpedo Pegres Havířov – 1. SC SSK Vítkovice   4 : 5 (1:0, 1:2, 2:3)

### Konečná tabulka play-off
| Pořadí           | Tým                    |
| ---------------- | ---------------------- |
| Zlatá medaile    | Tatran Střešovice      |
| Stříbrná medaile | FBC Pepino Ostrava     |
| Bronzová medaile | 1. SC SSK Vítkovice    |
| 4.               | Torpedo Pegres Havířov |
| 5.               | VSK VUT Bulldogs Brno  |
| 6.               | Reebok team SSK Future |
| 7.               | TJ JM Chodov           |
| 8.               | 1. SC Ostrava          |

## Boje o udržení (play-down)
Hrály poslední čtyři týmy.
| Poř. | Tým                 | Záp. | Výh. | Rem. | Pro. | Branky    | Body |
| ---- | ------------------- | ---- | ---- | ---- | ---- | --------- | ---- |
| 9.   | FBK Bohemians Praha | 28   | 9    | 6    | 13   | 144 : 182 | 34   |
| 10.  | Akcent Sparta Praha | 28   | 6    | 6    | 16   | 137 : 169 | 26   |
| 11.  | SK JME Jihlava      | 28   | 4    | 6    | 18   | 135 : 221 | 19   |
| 12.  | USK Slávie Ústí n/L | 28   | 4    | 4    | 20   | 136 : 217 | 18   |

Týmy Bohemians a Sparta zůstaly v 1. lize. Jihlava a Ústí sestoupily do 2. ligy.